# كريستيان إي. إيلدر
كريستيان إي. إيلدر (بالإنجليزية: Christian Edward Elder)‏ هو مخرج أمريكي، ولد في 7 سبتمبر 1970 في نيويورك في الولايات المتحدة.

## وصلات خارجية
- كريستيان إي. إيلدر على موقع IMDb (الإنجليزية)